# Domherrnstraße 7, 7a

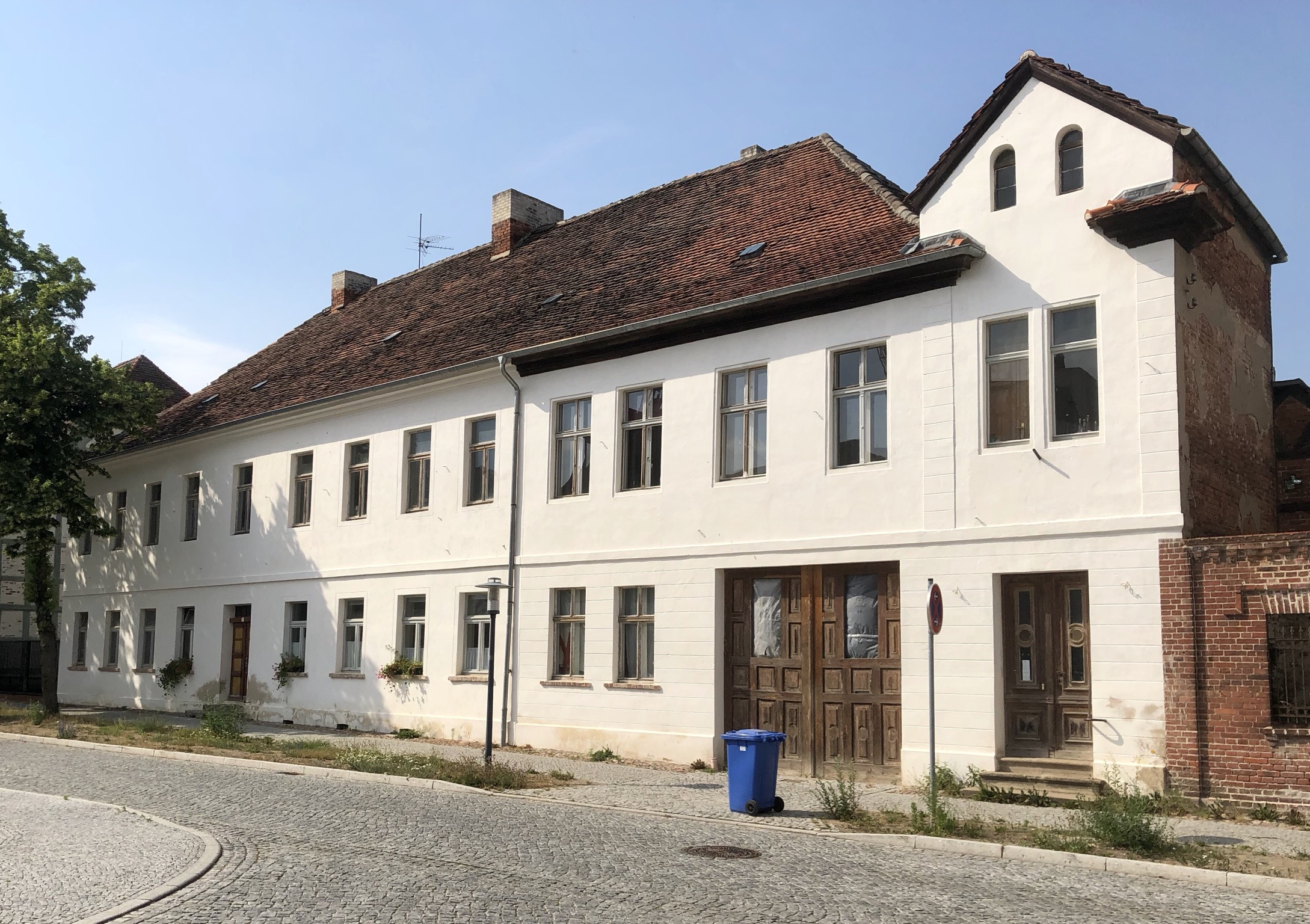
Haus Domherrnstraße 7, 7a im Jahr 2019

Das Haus Domherrnstraße 7, 7a ist ein denkmalgeschütztes Gebäude in Havelberg in Sachsen-Anhalt.
Es entstand als Domherrenkurie vermutlich in der ersten Hälfte des 18. Jahrhunderts und befindet sich traufständig auf der Nordseite der Domherrnstraße. Der schlichte zweigeschossige Fachwerkbau ist mit einem Walmdach bedeckt. Die Fassade wurde um das Jahr 1820 verputzt. Um 1880 erfolgte dann ein als Backsteinbau ausgeführter Anbau, die heutige Hausnummer 7a. Sie verfügt über eine Tordurchfahrt und ist mit einem Zwerchhaus versehen.
Im Gebäudeinneren besteht eine Treppe aus der Zeit um 1800.
Im örtlichen Denkmalverzeichnis ist das Gebäude als Kurie unter der Erfassungsnummer 094 98165 als Baudenkmal verzeichnet.